# Angola ved sommer-OL 2008
Angola deltager i Sommer-OL 2008 i Beijing. 

## Medaljer
| 2008 Beijing | Guld | Sølv | Bronze | Total |
| Angola       | 0    | 0    | 0      | 0     |